# 涅吉夫齊

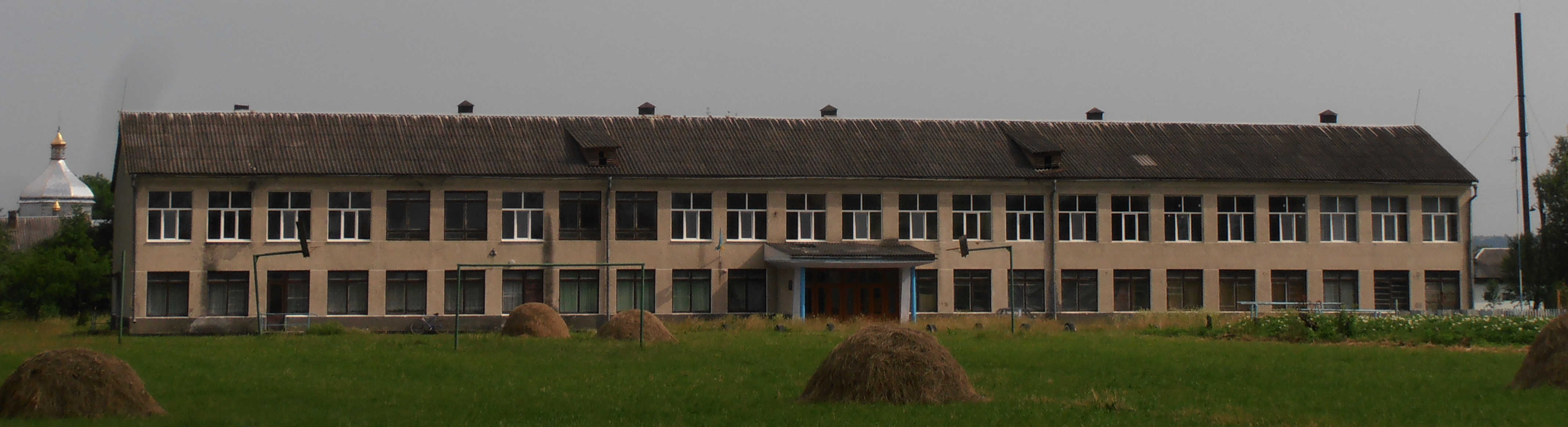

涅吉夫齊（烏克蘭語：Негівці），是烏克蘭的村落，位於該國西部伊萬諾-弗蘭科夫斯克州，由卡盧什區負責管轄，始建於1410年，面積18.7平方公里，2001年人口1,286，人口密度每平方公里68.8人。
49°7′50″N 24°22′2″E / 49.13056°N 24.36722°E